# Чорнушка (притока Лумпуна)
Чорну́шка (рос. Чернушка) — річка в Удмуртії (Сюмсинський район), Росія, ліва притока Лумпуна.
Річка починається за 0,5 км на захід від присілку Орлово. Русло спрямоване спочатку на південь та південний схід, потім різко повертає на південний захід. Впадає до Лумпуна за 4,5 км від його гирла.
Русло вузьке, долина широка. Береги заліснені та заболочені. Приймає декілька дрібних приток. Над річкою не розташовано населених пунктів, в середній течії збудовано міст.